# アッシュル・ラビ1世
アッシュル・ラビ1世（Ashur-rabi I、在位：前1453年-前1435年）はアッシリアの王。かつての王エンリル・ナツィル1世の息子であり、前王アッシュル・シャドゥニをクーデターで倒し王位を奪った。アッシュル・シャドゥニの在位期間は僅か1か月であった。